# Reason (Lied)
Reason (englisch für Grund) ist ein Popsong der deutschen Girlgroup No Angels. Das Lied wurde von den Musikern Thorsten Brötzmann und Alexander Geringas ursprünglich für Elle'ments, das Debütalbum der Band, geschrieben und 2001 unter dem Titel That’s the Reason veröffentlicht. Eine überarbeitete Version des Songs wurde nach Bekanntgabe der Auflösung der Band am 24. November 2003 als Vorabauskopplung der Best-of-Kompilation The Best of No Angels (2003) veröffentlicht. Sie erreichte Platz neun der deutschen Singlecharts und konnte sich darüber hinaus in den Top 20 in Österreich und den Top 30 in der Schweiz platzieren.

## Hintergrund
Reason wurde von den Musikern Alexander Geringas und Thorsten Brötzmann verfasst und komponiert. Das Lied gehörte zu jenen Songs, die die Band nach ihrer Gründung im Rahmen der Aufnahmen zu ihrem Debütalbum Elle'ments aufnahm. Die von Brötzmann produzierte Ballade erschien 2001 als Schlusslied auf dem Album. Nach Bekanntgabe der Trennung der No Angels im September 2003 entschied die Gruppe sich dazu, das Lied neu aufzunehmen und Ende 2003 als Abschiedssingle und zugleich erste Auskopplung der Best-of-Kompilation The Best of No Angels zu veröffentlichten. Für die Aufnahmen in den FM-Studios in Frankfurt am Main stieß auch Gründungsmitglied Jessica Wahls, die nach der Geburt ihres ersten Kinder Anfang 2003 aus der Band genommen worden war, wieder zur Gruppe hinzu. Brötzmann übernahm auch die Produktion der Neufassung, für die einzelne Textpassagen in Anlehnung an die Auflösung der No Angels eigens umgeschrieben wurden. Die Neuaufnahme erschien schließlich unter dem verkürzten Titel Reason.

## Musikvideo
Als Musikvideo zu Reason diente eine Montage, die Regisseur Hans Hammers im Auftrag der Luminus Film produzierte. Der Clip setzt sich aus Zusammenschnitten aus Popstars, früheren Musikvideos und Reportagen zusammen. Ferner fanden Mitschnitte aus Konzerten im Rahmen der Rivers of Joy Tour (2001), der Four Seasons Tour (2002) und des When the Angels Swing-Livealbums Verwendung.

## Coverversionen
2004 veröffentlichte die Sängerin Claudia Christina eine deutschsprachige Version von Reason unter dem Titel Den Weg, den ich geh auf ihrem Album Traumprinzen. Den Text zu ihrer ebenfalls von Brötzmann produzierten Version steuere Christina selbst bei. 2021 gehörte das Lied zu jenen Titeln, die Nadja Benaissa, Lucy Diakovska, Sandy Mölling und Jessica Wahls für eine Neuinterpretation anlässlich des zwanzigjährigen Jubiläums der No Angels auswählten. Die von Christian Geller produzierte Neuaufnahme wurde später auf dem Album 20 (2021) veröffentlicht. Aufgrund der im Rahmen der COVID-19-Pandemie ausgerufenen Reiserestriktionen erfolgten die Aufnahmen zur Celebration Version von That’s the Reason getrennt. Während Benaissa und Wahls ihre Gesänge in Gellers Tonstudio in Andernach aufnahmen, traten Diakovska und Mölling in ihren Heimatorten in Bulgarien und in den Vereinigten Staaten vor das Mikro.

## Single
Maxi-Single
| Nr. | Titel                      | Autor(en)                              | Produzent(en) | Länge |
| --- | -------------------------- | -------------------------------------- | ------------- | ----- |
| 1.  | Reason (Radio-Version)     | Thorsten Brötzmann, Alexander Geringas | Brötzmann     | 3:36  |
| 2.  | Reason (Orchester-Version) | Brötzmann, Geringas                    | Brötzmann     | 3:36  |
| 3.  | Reason (Karaoke-Version)   | Brötzmann, Geringas                    | Brötzmann     | 3:36  |
| 4.  | That’s the Reason          | Brötzmann, Geringas                    | Brötzmann     | 3:57  |

2-Track-Single
| Nr. | Titel                      | Autor(en)           | Produzent(en) | Länge |
| --- | -------------------------- | ------------------- | ------------- | ----- |
| 1.  | Reason (Radio-Version)     | Brötzmann, Geringas | Brötzmann     | 3:36  |
| 2.  | Reason (Orchester-Version) | Brötzmann, Geringas | Brötzmann     | 3:36  |

## Mitwirkende
- Werner Becker – Keyboard
- Nadja Benaissa – Gesang
- Thorsten Brötzmann  – Komponist, Liedtexter, Produzent
- Lucy Diakovska – Gesang
- Alexander Geringas –  Komponist, Liedtexter
- Stefan Hansen – Keyboard
- Trever Hust – Toningenieur
- Christoph Leis-Bendorff – Arrangeur
- Joachim „Jeo“ Mezei  – Abmischung, Keyboard
- Sandy Mölling – Gesang
- Vanessa Petruo – Gesang
- Jessica Wahls – Gesang[2]

## Charts und Chartplatzierungen
Reason wurde am 24. November 2003 als erste und einzige Singleauskopplung aus Vorabauskopplung aus dem Album The Best of No Angels (2003) veröffentlicht und erreichte als zehnte Single der Band die Top 10 der deutschen Singlecharts. Das Lied hielt sich in Deutschland insgesamt zwölf Wochen in den Top 100. In Österreich gelang dem Song der Einstieg auf Platz 22 der Ö3 Austria Top 40, ehe er in seiner vierten Woche bis auf Platz zwölf klettern konnte. Die Single verweilte 13 Wochen in den Charts. In der Schweiz stieg das Lied als höchstplatzierte No-Angels-Single seit Still in Love with You (2002) auf Platz 28 ein und hielt sich sechs weitere Wochen in der Schweizer Hitparade.
| ChartsChartplatzierungen | Höchstplatzierung | Wochen |
| ------------------------ | ----------------- | ------ |
| Deutschland (GfK)        | 9 (12 Wo.)        | 12     |
| Österreich (Ö3)          | 12 (13 Wo.)       | 13     |
| Schweiz (IFPI)           | 28 (7 Wo.)        | 7      |